# Angelique Boyer
Angélique Monique-Paulet Boyer Rousseau (ur. 4 lipca 1988 w Saint-Claude) – meksykańska aktorka pochodzenia francuskiego.

## Życiorys
W 1990 wyjechała wraz z rodzicami z Francji. Zamieszkała w Meksyku, gdy miała dwa lata. Karierę rozpoczęła w wieku jedenastu lat, dołączając do dziecięcej grupy muzycznej Rabanitos Verdes. Po ukończeniu szkoły rozpoczęła naukę w Centrum Kształcenia.
W latach 2000–2002 śpiewała w zespole Rabanitos Verdes, z którym wydała płytę Cada Mañana. 
Popularność zyskała w 2004 roku, dzięki drugoplanowej roli w telenoweli Zbuntowani, w której wcieliła się w rolę Victorii Paz. W 2006 razem z Zoraidą Gomez i Estefanią Villarreal założyły zespół C3QS, który mimo popularności debiutanckiego singla  „No me importa” przestał istnieć. W późniejszych latach nadal grała mniej znaczące role. 
W 2010 otrzymała główny angaż w Teresie, remake'u serialu o tym samym tytule z 1959. Jej przedsięwzięcia artystyczne otrzymały wiele pochwał od krytyków i publiczności. W 2011 zdobyła nagrodę Premios TVyNovelas w kategorii „Najlepsza aktorka”. W hiszpańskim wydaniu magazynu  „People en Español” znalazła się na liście pięćdziesięciu najpiękniejszych. 
W 2012 otrzymała swoją drugą dużą rolę w Otchłani namiętności - remake'u z 1996. 
W latach 2013–2014 grała w Za głosem serca, remake'u Prawdziwej miłości z 2003. 
W 2016 roku zagrała rolę trzech sióstr bliźniaczek w telenoweli Trzy razy Ana. 
W 2018 roku zagrała główną rolę w telenoweli Amar A Muerte, nowej wersji Prawa pożądania.
W lutym 2020 ogłoszono, że Angelique Boyer zagra główną rolę w telenoweli Imperio de Mentiras, nowej wersji tureckiej dramy Kara Para Aşk.

## Filmografia

### Telenowele
| Rok       | Nazwa               | Uwagi                                                              | Rola                                  |
| --------- | ------------------- | ------------------------------------------------------------------ | ------------------------------------- |
| 2001      | Maria Belen         | samą siebie                                                        | Udział specjalny                      |
| 2004      | Corazones al límite | Anette Elizalde                                                    | Udział specjalny                      |
| 2004–2006 | Zbuntowani          | Victoria „Vico” Paz Millán                                         | Rola drugoplanowa                     |
| 2007      | Muchachitas como tú | Margarita Villaseñor                                               | Rola drugoplanowa                     |
| 2008–2009 | Alma de hierro      | Sandra „Sandy” Hierro Jiménez                                      | Rola drugoplanowa                     |
| 2009      | Mujeres asesinas    | Soledad Oropeza                                                    | Udział specjalny (sezon 2, odcinek 8) |
| 2009–2010 | Dzikie serce        | Ángela Villareal / Jimena Villareal / Estrella Villareal           | Rola drugoplanowa                     |
| 2010–2011 | Teresa              | Teresa Chávez Aguirre de de la Barrera                             | Główna rola                           |
| 2012      | Otchłań namiętności | Elisa Castañón Bouvier                                             | Główna rola                           |
| 2013–2014 | Za głosem serca     | Montserrat Mendonza Giacinti                                       | Główna rola                           |
| 2016      | Trzy razy Ana       | Ana Lucía Hernández / Ana Laura / Ana Leticia Álvarez del Castillo | Główna rola                           |
| 2018–2019 | Miłość po grób      | Lucía Borges Duarte de Carvajal                                    | Główna rola                           |
| 2020–2021 | Imperio de mentiras | Elisa Cantú Robles                                                 | Główna rola                           |
| 2021      | Vencer el pasado    | Renata Sánchez Vidal                                               | Główna rola                           |

### Filmy
| Rok  | Nazwa   | Uwagi     |
| ---- | ------- | --------- |
| 2007 | J-ok'el | Francuzka |